# ポテトワッフル
ポテトワッフル （Potato waffle）とは、ジャガイモを使ったセイボリーであり、ワッフル状を呈する。英国やアイルランドで一般的な料理であるが、オーストラリアやカナダ、米国でも入手が可能である。
ジャガイモ、油、及び調味料を材料とする。冷凍食品として販売され、焼くか揚げるかして調理される。食べられる際は、ソーセージやベーコンと共に副菜として食されるか、おやつとして食される。代表的なブランドとしては「バーズアイ」があり、1981年に発売が開始された。